# Tau (hạt)
Hạt tau (tauon) còn gọi là tau lepton hay tauon là một hạt cơ bản tương tự như electron, thuộc gia đình fermion, nhóm lepton, thế hệ thứ ba,  với điện tích âm và một spin của 1⁄2. Cùng với electron, muon, và ba neutrino, nó là một lepton. Giống như tất cả các hạt cơ bản có spin nửa nguyên, tau có một phản hạt tương ứng với điện tích đối diện nhưng khối lượng bằng nhau và spin, mà trong trường hợp của tau là antitau (còn gọi là tau dương). Các hạt Tau được biểu thị bằng τ⁻
 và phản tau bằng τ+
.
Tau lepton có tuổi thọ 29×10−13 s và khối lượng 177682 MeV/c2 (so với 1057 MeV/c2 với muon và 0511 MeV/c2 đối với electron). Vì tương tác của chúng rất giống với electron, nên có thể coi tau là một phiên bản nặng hơn của electron. Do khối lượng lớn hơn, các hạt tau không phát ra nhiều bức xạ bremsstrahlung như electron; do đó chúng có khả năng thâm nhập cao, nhiều hơn so với các electron.
Do tuổi thọ ngắn của chúng, phạm vi của tau chủ yếu được thiết lập bởi độ dài phân rã của chúng, đó là quá nhỏ cho bremsstrahlung đáng chú ý. Sức thâm nhập của chúng chỉ xuất hiện ở vận tốc cực cao / năng lượng cực cao (trên năng lượng PeV), khi giãn nở thời gian kéo dài chiều dài đường đi của chúng.
Cũng giống như trường hợp của các lepton tích điện khác, tau có một neutrino tau có liên quan, được biểu thị bằng ν
τ.